# Doratulina
Doratulina är ett släkte av insekter. Doratulina ingår i familjen dvärgstritar.

## Dottertaxa tillDoratulina, i alfabetisk ordning[1]
- Doratulina aberrans
- Doratulina apicalis
- Doratulina asiatica
- Doratulina atrata
- Doratulina biglumis
- Doratulina bipunctella
- Doratulina breviceps
- Doratulina diminuta
- Doratulina dindorensis
- Doratulina grandis
- Doratulina indicatrix
- Doratulina jhokensis
- Doratulina khewrensis
- Doratulina laetus
- Doratulina lahorensis
- Doratulina longipenis
- Doratulina longivertex
- Doratulina macrocephala
- Doratulina nitobei
- Doratulina notatus
- Doratulina ochracea
- Doratulina pallida
- Doratulina producta
- Doratulina projectus
- Doratulina pusanus
- Doratulina ragusai
- Doratulina remaudierei
- Doratulina ribeiroi
- Doratulina roseolutea
- Doratulina rotundus
- Doratulina rubrofasciata
- Doratulina rubrolineata
- Doratulina sobrina
- Doratulina solitaris
- Doratulina tolla
- Doratulina verticus
- Doratulina viridicans
- Doratulina viridulus
- Doratulina yeongnamensis